# Zagrody, Tỉnh West Pomeranian
Zagrody [zaˈɡrɔdɨ] (tiếng Đức: Vierhof) là một khu định cư ở khu hành chính của Gmina Sławoborze, trong quận Świdwin, West Pomeranian Voivodeship, ở phía tây bắc Ba Lan. Nó nằm khoảng 3 kilômét (2 mi)   phía tây nam Sławoborze, 13 km (8 mi) về phía tây bắc của Świdwin và 89 km (55 mi) về phía đông bắc của thủ đô khu vực Szczecin.
Trước năm 1945, khu vực này là một phần của Đức. Đối với lịch sử của khu vực, xem Lịch sử của Pomerania.